# هيلين توماس بينيت
هيلين توماس بينيت (بالإنجليزية: Helene Thomas Bennett)‏ هي سيدة أعمال أمريكية، ولدت في 1901، وتوفيت في 1988.